# Arctia semiconfluens
Arctia semiconfluens là một loài bướm đêm thuộc phân họ Arctiinae, họ Erebidae.